# Samuel Troilius
Samuel Troilius (Stora Skedvi, 22 maggio 1706 – Uppsala, 18 gennaio 1764) è stato un arcivescovo luterano svedese, arcivescovo di Uppsala dal 1758 fino alla sua morte.

## Biografia
Figlio di un vicario, si fece notare a scuola per il suo talento precoce. Nel 1724 divenne studente dell'Università di Uppsala, e dal 1734 fu professore di letteratura greca e latina, dopo aver discusso, nel 1732, una tesi intitolata De magnetismo morum naturali. In seguito, seguì il percorso spirituale di suo padre, studiando per diventare sacerdote. Fu consacrato nel 1736.
Nel 1740 si recò presso la capitale, Stoccolma, ove divenne cappellano di corte e, l'anno dopo, confessore della famiglia reale svedese.
Pronunciò alcuni duri giudizi in materia di stregoneria e magia mentre si trovava a Dalarna, il che gli procurò un'immagine non positiva nei secoli a venire.
Nel 1751, alla morte del vescovo di Västerås, divenne nuovo vescovo. Nel 1758, poi, alla morte di Henrik Benzelius divenne nuovo Arcivescovo di Uppsala.
Nel 1756, egli e i suoi discendenti furono nobilitati sotto il nome von Troil.
Si sposò due volte: con Anna Elisabeth Angerstein (1740) e con Brita Elisabet Silfverstolpe (1751).